# Atropacarus parvulus
Atropacarus parvulus är en kvalsterart som först beskrevs av Wojciech Niedbała 1983.  Atropacarus parvulus ingår i släktet Atropacarus och familjen Phthiracaridae. Inga underarter finns listade.